# واتلینگتون، نورفک
واتلینگتون (به انگلیسی: Watlington) یک روستا و محله مدنی در بریتانیا است که در King's Lynn and West Norfolk واقع شده‌است. واتلینگتون ۶٫۹۳ کیلومتر مربع مساحت و ۲٬۴۵۵ نفر جمعیت دارد.